# Нікітина (Ірбітський міський округ)
Нікі́тина (рос. Никитина) — присілок у складі Ірбітського міського округу Свердловської області.
Населення — 223 особи (2010, 258 у 2002).
Національний склад населення станом на 2002 рік: росіяни — 95 %.